# كيثيريا
كيثيريا (باليونانية: Κυθρέα or Κυθραία)‏ (بالتركية: Değirmenlik)‏ مدينة صغيرة في قبرص وتبعد 10 كم شمال شرقي نيقوسيا وتقع تحت حكم شمال قبرص.

## التاريخ
تقع كيثريا بالقرب من المدينة القديمة  تشيتروي التي أسسها حفيد الملك الأثيني تشيتروس اكاماس ووفقا لواحدٍ من التقاليد فإن الاسم كيثريا مشتق من تشيتروي ،ووفقا لتقليد آخر فإن جزيرة كيثيرا مستمدة من اسم «الأيوني اليونانية» حيث أنه تم نقل ميلستونيس إلى طواحين في كيثريا. 
وكانت أنهار كيفالوفريسوس تسقي البلدة الصغيرة لآلاف السنين ومنذ وقت قريب بعد الغزو التركي للجزيرة عام 1974 توقفت المياه المتدفقة. وتشتمل كايثيريل على أشكال أخرى من اسمها :  كايتري و كايثرايا و كايثيريا و كايثروي وكايترايدس و كايتروس و كايتيريا . 
ومع انتشار المسيحية في «قبرص تشيتروي» فقد أصبحت أسقفية. عرف الأسقف الأول باسم بابوس كما ذكر في حياة أبيفانيوس في سلاميس ، وقد امتد عمر الأسقف إلى 58 عاماً في كونه مدينة بائسة من تشيتريا وبعد أن توفيمقتولاً في تاريخ محدد ، فقد كان لزاما أن يكون و يظل أساسا للأباطرة الوثنية ليسنيوس أو ماكسيمينوس الثاني أو الثاني قنسطانطيوس آريان. وتظهر أعمال المجلس [شلسدون] 451 أن الأسقف فوتينوس ممثلة هناك ببلدة الشماس ديونيسيوس، و أن  «المجلس الثاني لمجمع نيقية» في 767 التي حضر فيها الأسقف سبيريدون في الشخص . 
تفتقر الوثائق المعاصرة لأي شيء يتعلق بديميتريانوس الذي وصفه هنري جريجوري بالأكثر غموضا في القديسيين المحليين في قبرص . ويعد ليونتوس ماشيراس أقرب كاتب في القرون الوسطى ليجعل هنالك إشارة موجزة لاسمه. وبحسب أقدم حياة لديميتريانوس والتي نشرت في القرن الثامن عشر فإنه أصبح أسقفية حوالي عام 885 وقد أسره العرب و أَخذ بعد ذلك لمصر مع الكثير من حلفائه ولكن بعد صلواته حصل على التحرير الكامل .  
لم تعد كيتري أسقفية سكنية وتم تسجيلها اليوم في الكنيسة الكاثوليكية كمقر اعتباري للأسقف . 
تعد كيثريا منطقة أثرية رائعة. ومن التماثيل المعلقة التي تم اكتشافها في المنطقة هو تمثال برونزي للإمبراطور الروماني سيبيميوس سيفيروس معروضا في المتحف الأثري في نيقوسيا. وقد أنشئت بلدية كيثريا في 1915 . 

## الإدارة
يحكم المدينة بلدية الأتراك القبرصية ديجيرمنليك ويحكمها في الوقت الحالي الحاكم القبرصي التركي عصمان ايسيسال من الحزب التركي الجمهوري وهو رئيس البلدية الحالي القبرصي التركي . 
يتمركز الآن السكان النازحين من كيثيريا في نيقوسيا وفي أماكن أخرى للحفاظ على البلدية في المنفى . وتتشاطر أماكن العمل مع أمثال النازحين من لابيثوس في نيقوسيا شارع أموتشوستو 37 . 

## التركيبة السكانية
بعد فرار سكانها «القبارصة اليونانيون» في آب/أغطس 1974 أعاد إسكان المنطقة النازحون  القبارصة الأتراك .ومن أهم أصول القبارصة الأتراك التي أنشأت في تلك المنطقة هي قرية الامينوس ، ولكن كثيرا من سكان القرى الأخرى نزحوا وتمركزوا في هذه المنطقة ، بالإضافة إلى ذلك هنالك أتراك عمروا في هذه المنطقة خاصة ما شيدوه في مقاطعة مرسين . 

## الثقافة
تنظم جمعية ديجرمينلك للثقافة والفنون في منظمات غير حكومية في المدينة مهرجانا سنويا للثقافة والفنون منذ عام 2009 .  و يشارك أعضاء الجمعية في مهرجانات خارج البلاد . و لدى بلدية ديجرمينلك منظمة للعادات والتقاليد مفتوحة للأطفال .